# Mínimo de Spörer

Eventos de actividad solar registrados en radiocarbono. Los valores desde 1950 no se muestran.

Se conoce como mínimo de Spörer a un período de baja actividad solar qué duró desde 1420 a 1570 (algunos dicen que 1450 a 1550), que fue identificado y nombrado por John A. Eddy  en un artículo de referencia de 1976 publicado en Science  titulado «The Maunder Minimum». Ocurrió antes del descubrimiento de las manchas solares y se descubrió por el cambio en la proporción de carbono-14 en los anillos de los árboles que guarda una fuerte correlación con la actividad solar. Recibe su nombre por el astrónomo alemán Gustav Spörer (1822-1895).
Como el mínimo de Maunder, el mínimo de Spörer coincidió en la Tierra con un clima más frío que en promedio. El mecanismo por el que la actividad solar produce el cambio climático no se conoce todavía.